# Filadelfo Simi

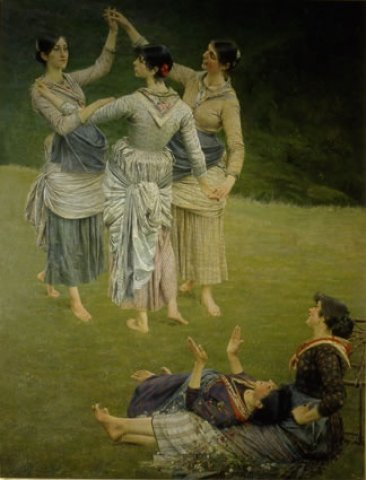
Un riflesso di Filadelfo Simi (1887), Galleria Nazionale d'Arte Moderna

Filadelfo Simi (Levigliani, 11 febbraio 1849 – Firenze, 5 gennaio 1923) è stato un pittore e scultore italiano.
(Pietro Annigoni riguardo alla tela Un Riflesso, tratto da Mostra Retrospettiva di Filadelfo Simi, Firenze - Palazzo Strozzi, 1958, pp.14-15)

## Biografia

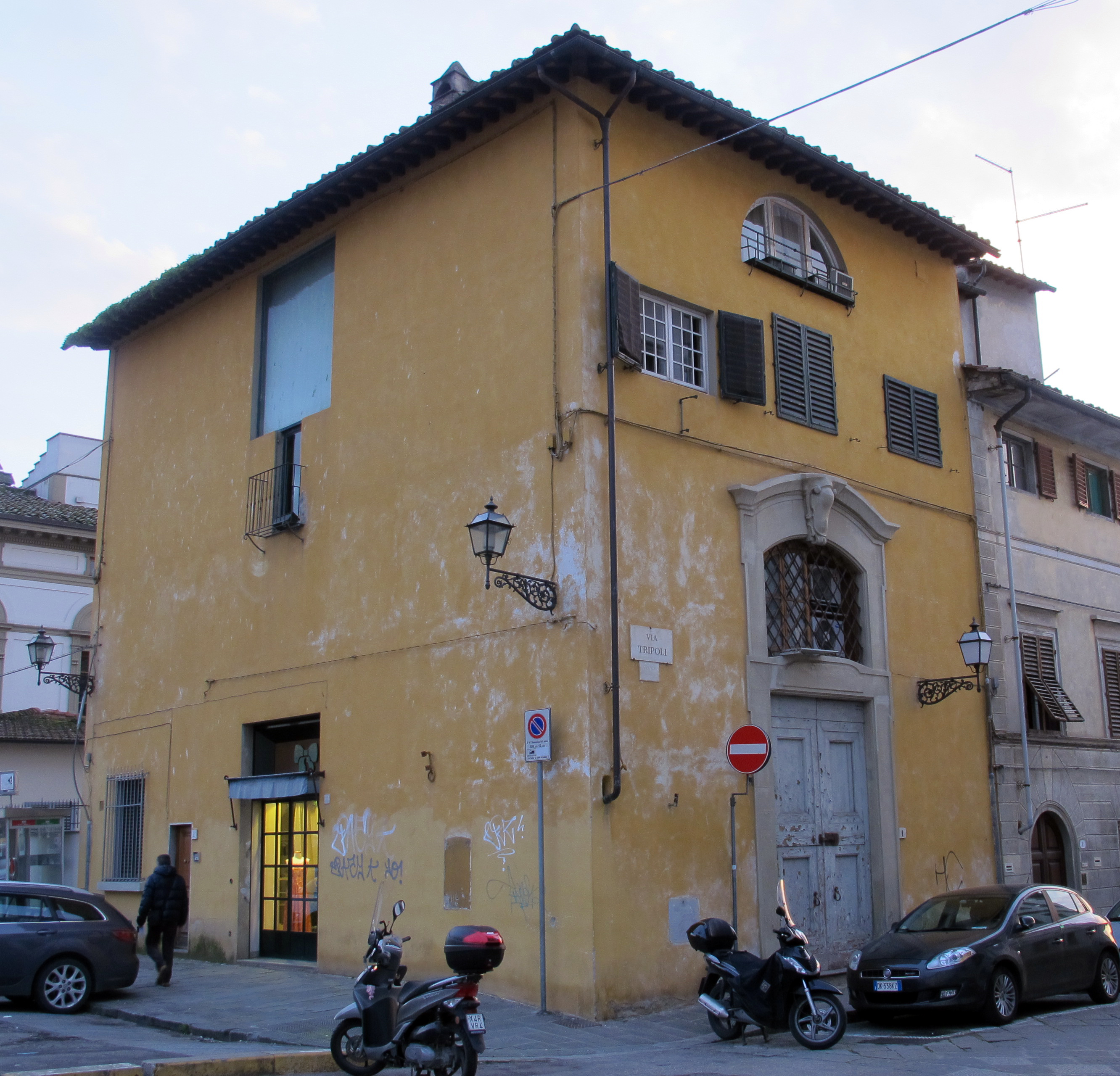
Studio di Filadelfo Simi a Firenze

Diplomato all'Accademia di belle arti di Firenze, nel 1874 Filadelfo Simi si reca a Parigi dove frequenta lo studio di Jean-Léon Gérôme, assieme ad artisti come Bastien Lepage e Dagnan Bouveret.  Nel 1878 si reca in Umbria nel paese di Papigno dove realizza alcuni capolavori in una sorta di ritiro spirituale prima del definitivo ritorno in Toscana. In seguito vive tra Firenze, ove insegna alla Scuola di Nudo dell'Accademia, e Stazzema Capoluogo dove compone le sue opere di maggior rilievo, acquisendo fama internazionale. Il fraterno sodalizio con i fratelli Giorgini, industriali del marmo, lo impongono anche come scultore: degna di ricordo è la statua di Garibaldi ed Anita a Porto Alegre. 
Nel 1878 espone al Salon la tela Sera d'inverno nella foresta di Fontainebleau con la quale parteciperà anche, nel 1880, alla Prima Esposizione Internazionale di Firenze.  Nel capoluogo toscano diventa uno dei membri più attivi del Circolo Artistico cittadino, partecipa a diverse Promotrici e nel 1882 propone ventisei opere in una personale all'Accademia Regia.  La consacrazione definitiva avviene nel 1887 in occasione dell'Esposizione Nazionale a Venezia, con la tela Un riflesso acquistata dal Governo italiano per la Galleria nazionale d'arte moderna e contemporanea di Roma. 
Nel 1888 si sposa con Adelaide Beani di Seravezza, da cui avrà due figli, Renzo, pittore e critico d'arte nonché insegnante di lettere classiche, e Nerina - in arte Nera - la più importante allieva e seguace dell'arte paterna. 
Ottiene varie onorificenze all'Esposizione Universale di Parigi del 1889 e nel 1905 è di nuovo alla Promotrice di Firenze per una personale. Con dedizione si impegna anche nell'insegnamento, raccogliendo intorno a sé un selezionato gruppo di studenti. La sua Scuola in via Tripoli, angolo piazza Piave, a Firenze, raccoglieva allievi internazionali e colleghi quali Telemaco Signorini e Giovanni Fattori. Dopo la sua morte, avvenuta nel 1923, la Scuola proseguirà con grande successo grazie all'impegno e alla perizia dell'artista e figlia, Nera Simi.
Da ricordare la retrospettiva del 1958 a Firenze, fortemente voluta da artisti ed estimatori di Simi, come Pietro Annigoni che ne presentò il catalogo.
Alla Galleria d'arte Moderna di Palazzo Pitti, Firenze, sono esposte le opere:
- Bice: Iridescenze della madre Perla
- Studio di paese
- Ritratto della madre

La Banca di Credito Cooperativo della Versilia, con sede a Pietrasanta, ha allestito un'importante collezione delle opere dell'artista e della figlia nei locali della banca stessa.
Nel 1996 una mostra è stata a lui dedicata a cura dell'amministrazione comunale di Pietrasanta nelle sale del Chiostro di Sant'Agostino a Pietrasanta.
Nel 2015 apre lo Studio Simi di Stazzema dove sono esposte molte delle sue opere e di sua figlia Nera.
Nel 2024 l'opera Un riflesso (1887) è stata esposta nell'ambito della mostra Preraffaelliti - Rinascimento moderno a Forlì
Recentemente alcune opere di Filadelfo sono state esposte in occasione della mostra a Montecatini Terme: Il Nuovo dopo la Macchia – Origini e affermazioni del Naturalismo toscano. Il manifesto dell'evento riportava il suo ritratto Ragazza in giallo (1892).